# Guillaume Abel Blouet
Pour les articles homonymes, voir Blouet.

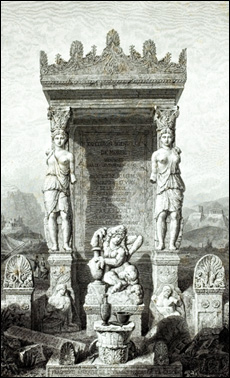
Frontispice de l’Expédition scientifique de Morée par Abel Blouet.

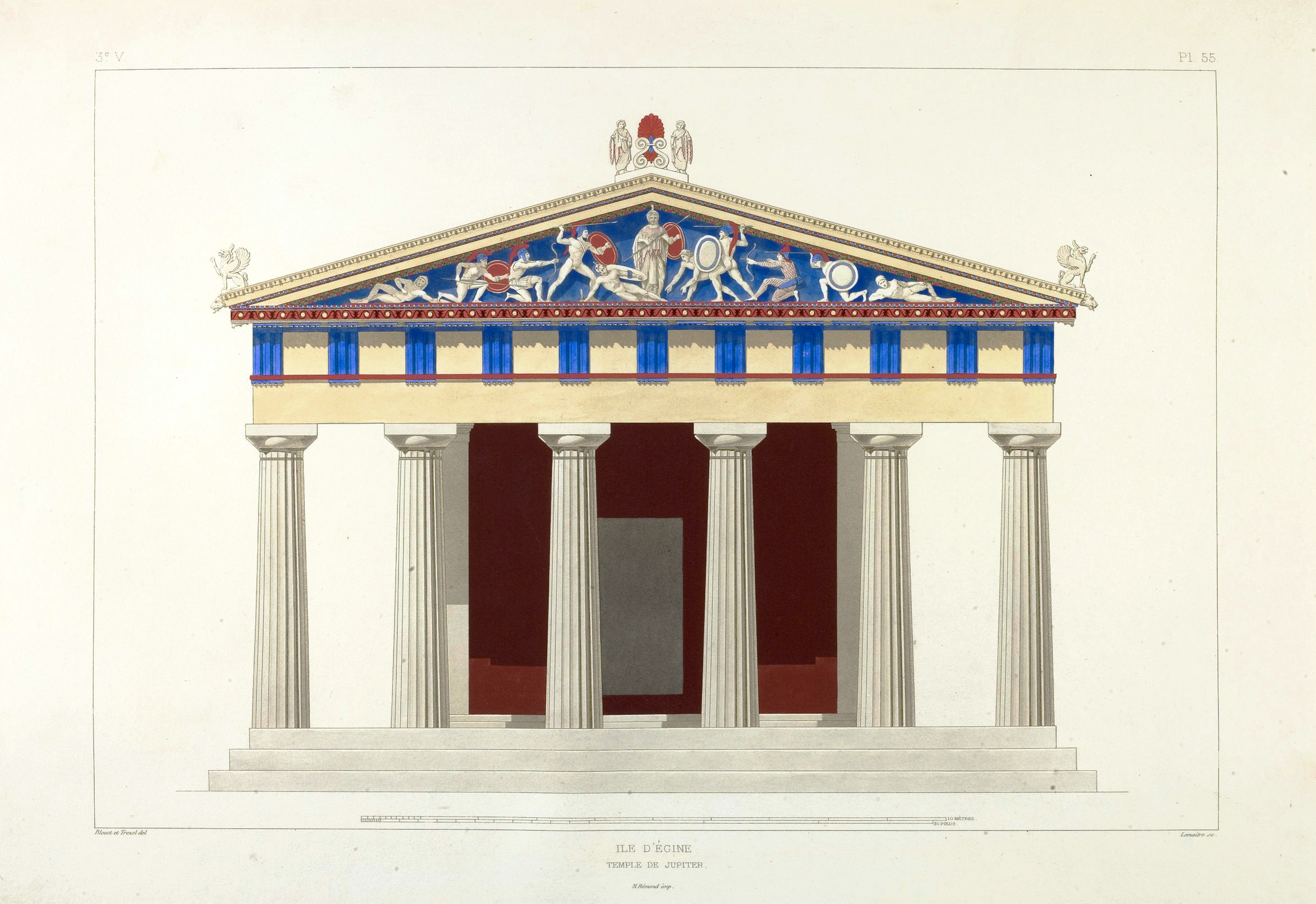
Le temple d'Aphaïa. Planche de l’Expédition scientifique de Morée.

Guillaume Abel Blouet, né à Passy le 6 octobre 1795 et mort à Paris le 17 mai 1853, est un architecte français.

## Biographie
Guillaume Abel Blouet entre à l'École des beaux-arts de Paris en 1814, il est l'élève de Pierre Jules Delespine. Il remporte en 1821 le grand prix de Rome et est pensionnaire de la villa Médicis à Rome entre 1821 et 1826. En 1828, il est nommé à la tête de la section d'architecture et de sculpture de l'expédition scientifique de Morée en Grèce. Il découvre l'emplacement du temple de Zeus à Olympie en 1829. À partir de 1831, il est chargé de terminer l'arc de triomphe de l'Étoile qui est inauguré en 1836. Il effectue de nombreux voyages aux États-Unis, en Angleterre et en Suisse afin d'étudier le système pénitentiaire de ces pays. En 1840, il réalise les plans de la colonie de Mettray. Il devient en 1846 professeur de théorie à l'École des beaux-arts de Paris. En 1848 il devient architecte du palais de Fontainebleau. On lui doit une édition révisée et complétée du Traité théorique et pratique de l'art de bâtir de Jean-Baptiste Rondelet, paru en 1847.
Il est nommé chevalier de la Légion d'honneur en 1834, et élu membre de l'Académie des beaux-arts en 1850.

## Distinctions
- Chevalier de la Légion d'honneur (1834)

## Principales publications
- Restauration des thermes d'Antonin Caracalla, à Rome, présentée en 1826 et dédiée en 1827 à l'Académie des beaux-arts, 1828.
- Expédition scientifique de Morée, ordonnée par le gouvernement français. Architecture, sculptures, inscriptions et vues du Péloponnèse, des Cyclades et de l'Attique, mesurées, dessinées, recueillies et publiées par Abel Blouet, Amable Ravoisié, Achille Poirot, Félix Trézel et Frédéric de Gournay, ses collaborateurs, 3 volumes, 1831-1838[2].
- Rapports à M. le Cte de Montalivet, sur les pénitenciers des États-Unis, par M. Demetz et par M. Abel Blouet, 1837.
- Chutes du Niagara. Niagara falls, dessinées d'après nature en mars 1837 par A. Blouet, lithographiées par C. Remond, 1838.
- Projet de prison cellulaire pour 585 condamnés, précédé d'Observations sur le système pénitentiaire, 1843[3].
- Traité théorique et pratique de l'art de bâtir de Jean Rondelet. Supplément de G.-Abel Blouet, 2 volumes, 1847-1848.

### Source
Cet article comprend des extraits du Dictionnaire Bouillet. Il est possible de supprimer cette indication, si le texte reflète le savoir actuel sur ce thème, si les sources sont citées, s'il satisfait aux exigences linguistiques actuelles et s'il ne contient pas de propos qui vont à l'encontre des règles de neutralité de Wikipédia.
- Fabienne Doulat, « Guillaume Abel Blouet, du village de Passy aux côtes de Morée, exemplarité ou exception du parcours intellectuel et artistique d'un enfant du peuple », Livraisons d'histoire de l'architecture, année 2003, volume 5, no 5 (à lire en ligne).